# Sorubim trigonocephalus
Sorubim trigonocephalus es una especie de pez de la familia Pimelodidae en el orden de los Siluriformes.

## Morfología
• Los machos pueden llegar alcanzar los 50,7 cm de longitud total.
- Número de  vértebras: 58.[1][2]

## Hábitat
Es un pez de agua dulce y de clima tropical.

## Distribución geográfica
Se encuentran en Sudamérica:  cuencas de los ríos  Madeira y  Tapajós (afluentes del río Amazonas ).